# Supernova (film 2000)
Supernova è una pellicola cinematografica del 2000 prodotta dalla Metro Goldwyn Mayer; è stata scritta da David C. Wilson, William Malone e Daniel Cuba, ed è diretta da Walter Hill, accreditato con lo pseudonimo di Thomas Lee.

## Trama
La Nightingale 229, un'astronave di tecnologia umana avanzatissima del ventunesimo secolo viene allertata da una chiamata di soccorso a oltre tremila anni luce di distanza: l'equipaggio, composto del capitano e pilota AJ Markley, il suo copilota Nick Vanzant, l'ufficiale medico Kaela Evers, il tecnico Yerzy Penalosa, il paramedico Danika Lund e il tecnico informatico Benjamin Sotomejor si prepara per la missione, effettuando un salto dimensionale nello spazio; il salto dimensionale causa però la morte del capitano: a causa di un difetto della cabina di stabilità, la sua pelle si è fusa col vetro della cabina. Come se non bastasse, la nave è arrivata nei pressi di una supergigante blu e, per ricaricare l'energia per il viaggio di ritorno, occorrono quattordici ore, dopodiché l'equipaggio avrà undici minuti di tempo per ripartire prima di finire travolto dal vento stellare. Nel frattempo il gruppo si prepara per la missione.
Il luogo è una vecchia luna vagante che funge da miniera di carburante. Il superstite rinvenuto dall'equipaggio è il giovane Troy Larson, in possesso di un misterioso artefatto alieno: l'equipaggio apprende che il misterioso oggetto è un materiale "ultradimensionale", in grado di generare potenti espansioni energetiche a ogni angolo dello spazio; Troy maneggia l'oggetto e incomincia a mutare geneticamente, diventando sempre più muscoloso e forte, e sarà anche in grado di guarire istantaneamente una ferita nel suo corpo. L'equipaggio cerca di tenere in quarantena il ragazzo, che si ribella uccidendo gran parte della squadra, col pretesto che la materia ultradimensionale apparterrebbe a lui.
Gli ultimi due rimasti, Nick e Kaela, ingegnano un diversivo per far espellere dalla nave Troy e la materia ultradimensionale, che improvvisamente raggiunge un livello di instabilità tale che esploderà come una supernova. Nonostante Troy avesse distrutto tutte le cabine di stabilità dimensionale sulla nave, i due rimasti tentano di salvarsi in una cabina ancora intatta e il salto dimensionale avviene pochi secondi prima che i due protagonisti vengano travolti dalla supernova, che raggiungerà la Terra nei prossimi cinquanta anni.
Ritornati a casa, i due scoprono che, a causa del salto dimensionale, tra di loro c'è stato un piccolo scambio di informazioni genetiche come il colore degli occhi; in più, Kaela aspetta un bambino da Nick.